# Anselme René Bucher de Chauvigné
Pour les articles homonymes, voir Bucher de Chauvigné.

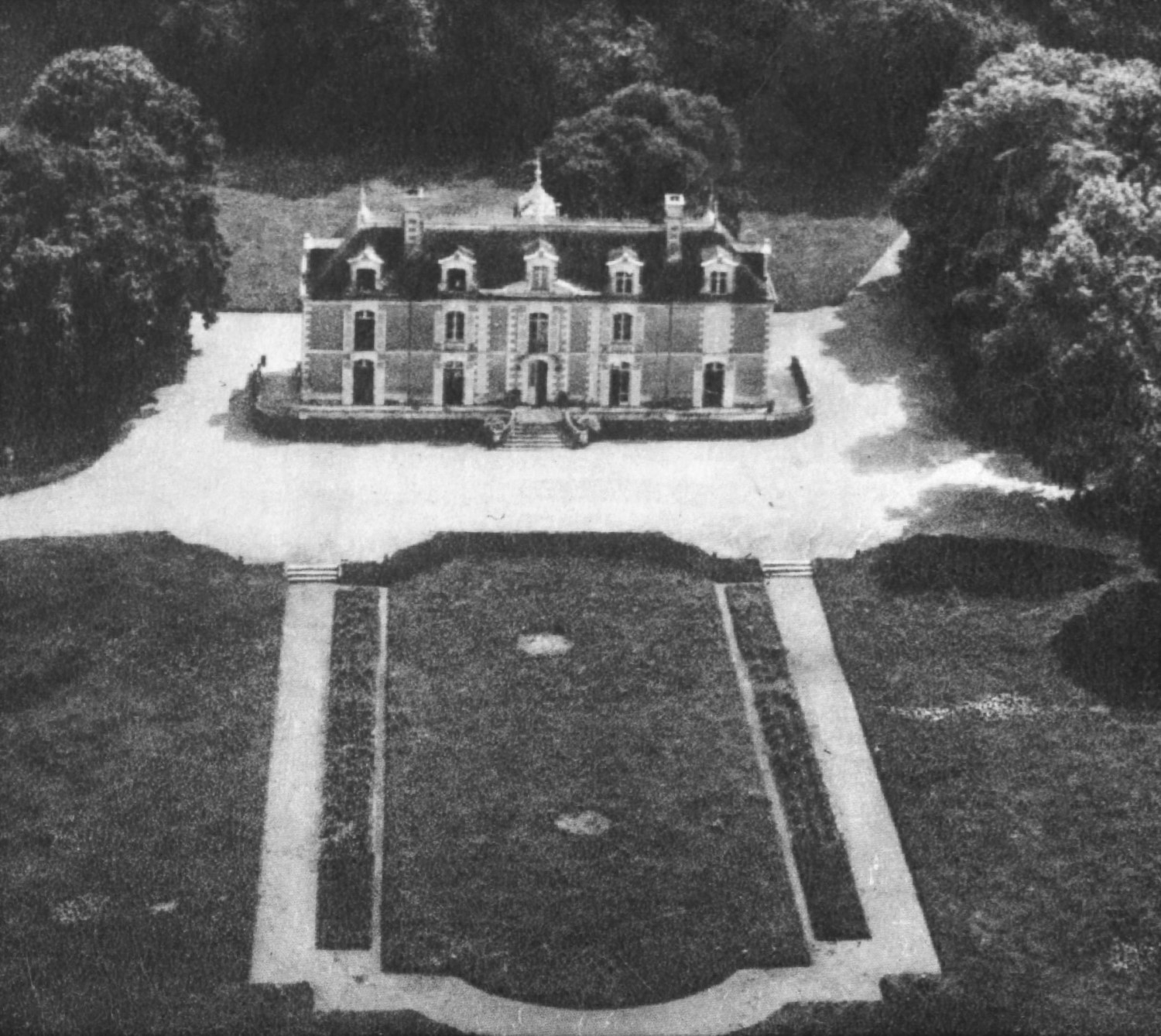
Château de la Violette, propriété d'Anselme René Bucher de Chauvigné en 1757

Anselme René Bucher de Chauvigné, né le 2 novembre 1734 à Grez-Neuville, mort le 3 juillet 1794 à Grez-Neuville, fut maire de la ville d'Angers du 9 juillet 1781 au 25 juillet 1785.

## Biographie
Fils d'Anselme Bucher (1698-1757) propriétaire du château et fief de la Violette, à Grez-Neuville en 1728, et de Marie Buffé (1667-1728). 
Il fut sieur de Chauvigné (Denazé) et de la Violette,,, seigneur de Saint-Brice et de l'Écorce,, conseiller du roi à Angers, maitre particulier des eaux et forêts d'Anjou en 1760.
Marié le 13 février 1759 à Anne Marie Françoise Sizé héritière des terres de Linière et de Saint-Brice. Il est le père d'Anselme François Bucher de Chauvigné (1761-1835), seigneur de l'Écorse, propriétaire du château des Écorces, maire de Chemazé de 1815 à 1821 et d'Auguste François Bucher de Chauvigné émigré et chef chouan.
En 1779, il devient propriétaire de l'hôtel de Maquillé à Angers,,. Il accéda à la noblesse en 1781 par la fonction de maire de la ville d'Angers. Il prit part en 1789 aux assemblées de la noblesse de l'Anjou et se fit représenter à celle du Maine à cause de sa seigneurie de Saint-Brice,.
Durant son mandat,,,, il effectue de nombreuses réalisations à Angers; la levée Besnadière, la promenade de la Turcie des Capucins, la place Sainte-Maurille agrandie, le lit de la Maine débarrassé des rocs dangereux, la voie des Treilles élargie, une machine hydraulique pour le service de la fontaine du Pied-Boulet, un plan général de la ville d'Angers.
En 1783, Anselme René Bucher de Chauvigné est propriétaire du fief volant sans manoir ni domaine de Grez-Outre-Maine dont relèvent les landes de La Beuvrière, la Pifferie, Villette et une partie du Souchay. Ce fief est membre de la seigneurie de Grez qui appartient à la famille de La Grandière.
Il termine ses fonctions de maire et de capitaine général de la ville d'Angers le 25 juillet 1785, M. de Claveau lui succède.
Anselme René Bucher de Chauvigné est décédé le 15 messidor An II (3 juillet 1794) en son château de la Violette, à Grez-Neuville.

## Héraldique
- Armes : « d'or au bucher au naturel enflammé de gueules, au chef de même, chargé d'une étoile d'argent »[20].
- Devise : « Assiduis Consiliis »

## Alliances
Papiau, Trochon des Places et de la Daviere, 1735,1822, Pasqueraye du Rouzay 1723, Huchet de Cintré 1844, Le Mercier des Alleux 1851, Esnault de la Girardière, Bernard du Port 1809, de la Motte Baracée de Sénonnes 1831,.